# Taris o del nuoto
Taris o del nuoto (titolo originale: Taris, roi de l'eau) è un documentario di Jean Vigo del 1931, sul nuotatore francese Jean Taris. Il film è famoso per le tecniche innovative di ripresa, come le riprese ravvicinate e i ralenti sul corpo del nuotatore.

## Produzione
Il film fu commissionato per la sezione sportiva di Le journal vivant, un reparto notiziario-documentario guidato da Constantin Morskoi per la novella GFFA (Gaumont, Franco-Film e Aubert). Fu Germaine Dulac a raccomandare il nome di Vigo per la creazione del documentario, la Dulac era stata recentemente promossa, insieme a Guy Ferrand, a capo produzione della GFFA e in seguito sarebbe diventata responsabile del cinegiornale Gaumont-Actualités.
Sebbene il documentario abbia di per sé i propri meriti, il film è ugualmente significativo per il tentativo di Vigo di integrarsi nel mondo della cultura del cinema francese all'inizio degli anni '30. Ci si dimentica spesso che gli anni che vanno dal 1929 al 1934, coincidenti con la breve carriera di Vigo, furono un periodo di transizione per il cinema francese, che stava passando con difficoltà dal muto al sonoro. Come sempre avviene nei periodi di cambiamento, c'era incertezza e confusione nel mondo cinematografico francese, ma anche molte opportunità da cogliere al volo per chi stava al passo coi tempi. La storia della produzione di Taris o del nuoto è in questo senso esemplare, visto che il colpo di fortuna di Vigo alla GFFA era nato in parte dalla fusione di tre compagnie cinematografiche che si univano a formare una vera e propria "major" e in parte dal bisogno urgente di produrre film sonori (in questo caso brevi documentari) a buon mercato e in tempi rapidi.